# Drept comun (sistem juridic)

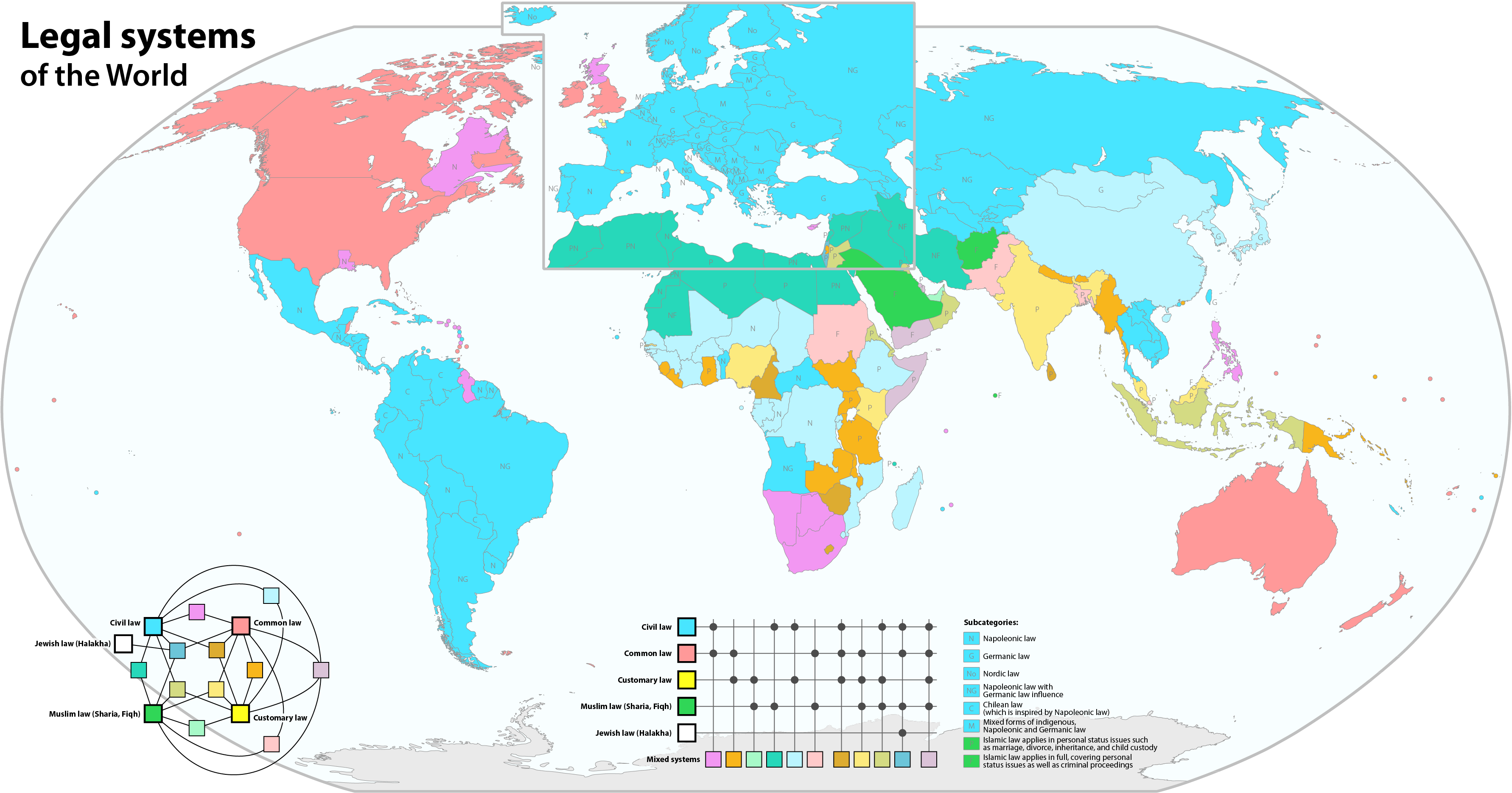
Harta țărilor după sistemul de drept (în roșu țările cu drept comun).

Dreptul comun (din eng. common law, case law, judge-made law) sau dreptul jurisprudențial este sistemul juridic dezvoltat pe baza jurisprudenței instanțelor de judecată, spre deosebire de sistemul de "drept civil" (din eng. civil law) care este dezvoltat, cu precădere, de către Parlament și de către Executiv. 
În sistemele de drept comun dreptul este elaborat și/sau modificat de către judecători pe baza principiului stare decisis: decizia din cadrul unui proces, aflat pe rolul unei instanțe, este luată având în vedere deciziile luate in procese din trecut și aceasta, la rândul ei, afectează dreptul care va fi aplicat în cazurile viitoare. Dacă o instanță constată că un litigiu similar cu cel de față a fost soluționat în trecut, instanța este, de regulă, obligată să urmeze raționamentul aplicat în hotărârea anterioară. Totuși, dacă instanța constată că litigiul actual este fundamental diferit de toate cazurile anterioare (o „chestiune de primă impresie”), iar legislația (denumită și „drept pozitiv”) este fie tăcută, fie ambiguă cu privire la chestiunea juridică, judecătorii au autoritatea și obligația de a soluționa problema. Opinia juridică în hotărârea unui judecător în cadrul dreptului comun se adaugă la deciziile anterioare ca precedent pentru a obliga viitorii judecători și părți, cu excepția cazului în care este revocată prin evoluții ulterioare ale jurisprudenței sau prin legislație ulterioară.
Sistemul de drept comun, denumit astfel deoarece era „comun” tuturor curților regelui din Anglia, își are originea în practicile curților regilor englezi din secolele care au urmat cuceririi normande din 1066. Anglia a răspândit sistemul juridic englez pe întreg teritoriul Insulelor Britanice, mai întâi în Țara Galilor, apoi în Irlanda și în coloniile de peste mări; acest proces a continuat și în perioada Imperiului Britanic. Multe foste colonii păstrează și astăzi sistemul de drept comun. Aceste sisteme de drept comun sunt sisteme juridice care acordă o mare importanță precedentului judiciar și stilului de raționament moștenit din sistemul juridic englez.
Termenul „drept comun”, referindu-se la corpul de drept creat de către instanțe, este adesea distins de dreptul statutar și reglementările administrative, care sunt legi adoptate de legislativ și, respectiv, de executiv. În sistemele juridice care urmează dreptul comun, precedentul judiciar este considerat în contrast și pe picior de egalitate cu actele normative (legile adoptate de parlament). Celălalt sistem juridic major utilizat de țări este dreptul civil, care codifică principiile sale juridice în coduri legale și nu tratează opiniile judiciare ca fiind obligatorii.
Astăzi, un terț din populația lumii trăiește în jurisdicții de drept comun sau în sisteme juridice mixte care combină dreptul comun cu dreptul civil, printre care Africa de Sud, Antigua și Barbuda, Australia, Bahamas, Bangladesh, Barbados, Belize, Botswana, Camerun, Canada (atât sistemul federal, cât și toate provinciile sale, cu excepția Quebecului), Cipru, Dominica, Fiji, Ghana, Grenada, Guyana, Hong Kong, India, Irlanda, Israel, Jamaica, Kenya, Liberia, Malaezia, Malta, Insulele Marshall, Micronezia, Myanmar, Namibia, Nauru, Noua Zeelandă, Nigeria, Pakistan, Palau, Papua Noua Guinee, Filipine, Sierra Leone, Singapore, Sri Lanka, Trinidad și Tobago, Regatul Unit (inclusiv teritoriile sale de peste mări, cum ar fi Gibraltar), Statele Unite (atât sistemul federal, cât și 49 din cele 50 de state), și Zimbabwe.

## Definiție
Conform Black's Law Dictionary, dreptul comun este „corpul de drept derivat din hotărârile instanțelor judecătorești, mai degrabă decât din legi sau constituții”. Jurisdicțiile legale care utilizează dreptul comun ca precedent sunt numite „jurisdicții de drept comun”, în contrast cu jurisdicțiile care nu folosesc dreptul comun ca precedent, care sunt numite „jurisdicții de drept civil” sau „jurisdicții de drept codificat”.
Până la începutul secolului al XX-lea, se considera pe scară largă că dreptul comun își derivă autoritatea din obiceiurile străvechi ale anglo-saxonilor. Până bine în secolul al XIX-lea, dreptul comun era încă definit ca un drept vechi, necodificat, în dicționarele juridice, inclusiv Bouvier's Law Dictionary și Black's Law Dictionary. Noțiunea de „drept creat de judecători” a fost introdusă de Jeremy Bentham ca o critică la adresa acestei pretenții a profesiei juridice, însă acceptarea teoriei declarative a dreptului comun formulată de William Blackstone a fost aproape universală timp de secole.
Mulți autori notabili au adoptat în cele din urmă definiția modernă a dreptului comun ca jurisprudență sau ratio decidendi care este obligatorie ca precedent, printre aceștia numărându-se A. V. Dicey, William Markby, Oliver Wendell Holmes, John Austin, Roscoe Pound și Ezra Ripley Thayer.

## Principii de bază ale dreptului comun

### Soluționarea cauzelor în dreptul comun
Într-o jurisdicție de drept comun, sunt necesare mai multe etape de cercetare și analiză pentru a stabili „care este legea” într-o situație dată. În primul rând, trebuie constatate faptele. Apoi, trebuie identificate actele normative și hotărârile judecătorești relevante. Urmează extragerea principiilor, analogiilor și declarațiilor instanțelor cu privire la ceea ce acestea consideră important pentru a anticipa cum ar putea decide o instanță pe baza faptelor din cazul actual. Deciziile mai recente și cele ale instanțelor superioare sau ale legislativului au mai multă autoritate decât cazurile anterioare și cele ale instanțelor inferioare. În final, se integrează toate liniile directoare și raționamentele enunțate, stabilindu-se „care este legea”. Apoi, legea este aplicată faptelor.
În practică, sistemele de drept comun sunt considerabil mai complexe decât sistemul simplificat descris mai sus. Hotărârile unei instanțe sunt obligatorii doar într-o anumită jurisdicție, și chiar și în cadrul acelei jurisdicții, unele instanțe au mai multă autoritate decât altele. De exemplu, în majoritatea jurisdicțiilor, hotărârile instanțelor de apel sunt obligatorii pentru instanțele inferioare din aceeași jurisdicție și pentru hotărârile viitoare ale aceleiași instanțe de apel, dar hotărârile instanțelor inferioare au doar valoare de precedent persuasiv, fără a fi obligatorii. Interacțiunile dintre dreptul comun, dreptul constituțional, dreptul statutar și dreptul reglementar generează, de asemenea, o complexitate considerabilă.

### Dreptul comun evoluează pentru a răspunde nevoilor sociale în schimbare și unei înțelegeri juridice aprofundate
Oliver Wendell Holmes Jr. a avertizat că „formularea corectă a principiilor generale în dreptul comun și constituțional... se conturează treptat, din consensul care se formează dintr-o multitudine de decizii judecătorești anterioare particularizate”. Judecătorul Cardozo a observat că „dreptul comun nu operează pe baza unor adevăruri preexistente de validitate universală și inflexibilă, de la care să derive concluzii prin deducție", ci „[m]etoda sa este inductivă și își formulează generalizările din cazuri particulare”.
Dreptul comun este mai flexibil decât dreptul statutar. În primul rând, instanțele de drept comun nu sunt strict legate de precedent, ci pot (atunci când există un motiv extraordinar de bine întemeiat) să reinterpreteze și să revizuiască legea, fără intervenția legislativă, pentru a se adapta la noile tendințe în filozofia politică, juridică și socială. În al doilea rând, dreptul comun evoluează printr-o serie de pași treptati, care elaborează gradual toate detaliile, astfel încât, pe parcursul unui deceniu sau mai mult, legea poate suferi modificări treptate, dar fără o ruptură bruscă, reducând astfel efectele perturbatoare. În contrast cu incrementalismul dreptului comun, procesul de legiferare este foarte dificil de inițiat, deoarece munca începe cu mult înainte de simpla introducere a unui proiect de lege. Odată ce legislația este introdusă, procesul de adoptare este lung, implicând sistemul de comisii, dezbateri, posibilitatea unei comisii de mediere, votul și aprobarea șefului de stat. Din cauza acestui proces complex, este necesară îndeplinirea multor condiții pentru ca legea să fie adoptată.
Un exemplu al schimbării graduale care caracterizează evoluția dreptului comun este schimbarea graduală a răspunderii delictuale. Regula tradițională a dreptului comun, în cea mai mare parte a secolului XIX, era că un reclamant nu putea obține despăgubiri pentru producția sau distribuția neglijentă a unui instrument dăunător de către un pârât, decât dacă între reclamant și pârât exista o „privity de contract” (o relație contractuală directă). Astfel, doar cumpărătorul imediat putea solicita despăgubiri pentru un defect de produs, iar dacă o componentă era fabricată din piese provenite de la diferiți furnizori, cumpărătorul final nu putea solicita despăgubiri pentru vătămările cauzate de un defect al componentei. Într-un caz englez din 1842, Winterbottom v. Wright, serviciul poștal avea un contract cu Wright pentru întreținerea trăsurilor sale. Winterbottom era șofer pentru poștă. Când trăsura s-a defectat și l-a rănit pe Winterbottom, acesta l-a dat în judecată pe Wright. Instanța Winterbottom a recunoscut că ar exista „consecințe absurde și scandaloase” dacă o persoană vătămată ar putea da în judecată orice persoană implicată periferic și a realizat că trebuia să stabilească o limită a legăturii cauzale între comportamentul neglijent și vătămare. Instanța s-a uitat la relațiile contractuale și a hotărât că răspunderea se extinde doar până la persoana aflată în „privity de contract” cu partea neglijentă.
O primă excepție de la această regulă a apărut în 1852, în cazul Thomas v. Winchester, când instanța supremă din New York a decis că etichetarea greșită a unei otrăvuri ca fiind o plantă inofensivă și vânzarea acestei otrăvuri etichetate greșit printr-un intermediar care urma să o revândă pune „viața umană în pericol iminent”. Thomas s-a bazat pe această decizie pentru a crea o excepție de la regula „privity de contract”. În 1909, New York a decis în Statler v. Ray Mfg. Co. că un producător de urne pentru cafea era răspunzător civil pentru vătămările suferite de o persoană atunci când urna a explodat, deoarece urna „era de o asemenea natură încât, atunci când era utilizată pentru scopurile pentru care a fost proiectată, era susceptibilă să devină o sursă de mare pericol pentru multe persoane dacă nu era construită cu grijă și corect”.
Totuși, regula „privity de contract” a supraviețuit. În cazul Cadillac Motor Car Co. v. Johnson (decis în 1915 de Instanța Supremă Federală pentru New York și câteva state învecinate), instanța a stabilit că un proprietar de automobil nu putea obține despăgubiri pentru vătămări cauzate de o roată defectă, atunci când proprietarul automobilului avea un contract doar cu dealerul auto și nu cu producătorul, chiar dacă „nu era nicio îndoială că roata era fabricată din lemn uscat și 'necorespunzător', total insuficient pentru scopurile sale”. Instanța Cadillac a fost dispusă să recunoască faptul că jurisprudența susținea excepții pentru „un articol periculos prin natura sa sau care este susceptibil să devină astfel în cursul utilizării obișnuite preconizate de producător”. Cu toate acestea, a hotărât instanța Cadillac, „cine fabrică articole periculoase doar dacă sunt defecte sau instalate defectuos, de exemplu, mese, scaune, tablouri sau oglinzi suspendate pe pereți, trăsuri, automobile și altele asemenea, nu este responsabil față de terți pentru vătămările cauzate de acestea, cu excepția cazurilor de vătămare în mod intenționat sau fraudă”.
În final, în celebrul caz MacPherson v. Buick Motor Co. din 1916, judecătorul Benjamin Cardozo de la Instanța Supremă din New York a derivat un principiu mai amplu din aceste cazuri anterioare. Faptele erau aproape identice cu cele din Cadillac de acum un an: o roată de la un producător de roți a fost vândută către Buick, apoi către un dealer și, în final, către MacPherson, iar roata a cedat, provocându-i vătămări lui MacPherson. Judecătorul Cardozo a stabilit:
Este posibil ca Statler v. Ray Mfg. Co. să fi extins regula stabilită în Thomas v. Winchester. Dacă este așa, această instanță se angajează în această extindere. Pârâtul susține că lucrurile extrem de periculoase pentru viață sunt otravuri, explozibili, arme mortale—lucruri al căror scop normal este de a vătăma sau distruge. Dar, indiferent de regula din Thomas v. Winchester, aceasta nu mai are acum această semnificație restrânsă. O schelă (Devlin v. Smith, supra) nu este în mod inerent un instrument distrugător. Devine distrugătoare doar dacă este construită defectuos. O urnă mare pentru cafea (Statler v. Ray Mfg. Co., supra) poate avea, dacă este fabricată neglijent, potențialul de pericol, dar nimeni nu o consideră un instrument al cărui scop normal este distrugerea. Ceea ce este adevărat pentru urna de cafea este la fel de adevărat și pentru sticlele de apă carbogazoasă (Torgesen v. Schultz, 192 N. Y. 156). Am menționat doar cazuri din această instanță. Dar regula a primit o extindere similară și în instanțele noastre de apel intermediar. În Burke v. Ireland (26 App. Div. 487), într-o opinie a judecătorului CULLEN, a fost aplicată unui constructor care a construit o clădire defectuoasă; în Kahner v. Otis Elevator Co. (96 App. Div. 169) la fabricantul unui ascensor; în Davies v. Pelham Hod Elevating Co. (65 Hun, 573; confirmat în această instanță fără opinie, 146 N. Y. 363) la un antreprenor care a furnizat o sfoară defectuoasă cu cunoștința scopului pentru care urma să fie utilizată. Nu suntem obligați în acest moment să aprobăm sau să dezaprobăm aplicarea regulii în aceste cazuri. Este suficient că acestea contribuie la caracterizarea tendinței gândirii judiciare. Prin urmare, considerăm că principiul din Thomas v. Winchester nu este limitat la otravuri, explozibili și lucruri de aceeași natură, adică lucruri care, în funcționarea lor normală, sunt instrumente de distrugere. Dacă natura unui lucru este astfel încât este rezonabil de sigur că va pune viața și integritatea fizică în pericol atunci când este fabricat neglijent, atunci este considerat un lucru periculos. Natura sa oferă un avertisment cu privire la consecințele așteptate. Dacă la elementul de pericol se adaugă cunoștința că lucrul va fi utilizat de persoane altele decât cumpărătorul și utilizat fără noi teste, atunci, indiferent de contract, producătorul acestui lucru periculos are datoria de a-l fabrica cu grijă. ... Trebuie să existe cunoștință despre un pericol, nu doar posibil, ci și probabil.
Noua „regulă” enunțată de Cardozo nu apare în niciun caz precedent, dar poate fi dedusă ca o sinteză a principiului „lucrului periculos” stabilit în cazurile anterioare, extinzându-l la „pericolul previzibil”, chiar și atunci când „scopurile pentru care a fost proiectat” nu constituiau în mod direct „o sursă de mare pericol”. Cazul MacPherson v. Buick Motor Co. se prezintă ca o evoluție previzibilă a dreptului, nu ca o schimbare bruscă. Cardozo continuă să adere la principiul din Thomas v. Winchester, conform căruia trebuie evitate „consecințele absurde și scandaloase”, stabilind astfel o nouă limită în ultima propoziție citată mai sus: „Trebuie să existe cunoștință despre un pericol, nu doar posibil, ci și probabil.” Astfel, MacPherson v. Buick Motor Co. a abrogat dreptul comun anterior prin eliminarea completă a regulii „privity-ului de contract” care decurgea dintr-o relație contractuală între părți. În schimb, factorul esențial în determinarea limitei este natura lucrului vândut și utilizările previzibile pe care cumpărătorii ulteriori le-ar face din acel lucru.
Exemplul evoluției dreptului răspunderii civile delictuale prezentat în paragrafele anterioare ilustrează două principii esențiale: 
1. Dreptul comun evoluează, această evoluție fiind sub responsabilitatea judecătorilor, iar aceștia au „creat drept” timp de sute de ani.[25]
2. Motivele expuse în cadrul unei decizii sunt adesea mai importante pe termen lung decât rezultatul soluționării cazului respectiv.

Acesta este motivul pentru care opiniile judiciare sunt, de regulă, detaliate și oferă raționamente și politici care pot fi luate în considerare în judecarea cazurilor viitoare, spre deosebire de regulile stricte, de obicei prevăzute în statute.

### Publicarea hotărârilor judiciare
Toate sistemele juridice se bazează pe publicarea scrisă a legii, pentru a asigura accesibilitatea acesteia pentru toți. Deciziile de drept comun sunt publicate în rapoarte juridice pentru a fi consultate de avocați, instanțe și de către publicul larg.
După Revoluția Americană, Massachusetts a devenit primul stat care a instituit un Reporter Oficial al Deciziilor. Pe măsură ce statele mai recente aveau nevoie de lege, adesea se îndreptau întâi către Rapoartele din Massachusetts pentru a găsi precedente autoritare care să servească drept bază pentru propriul lor drept comun. Instanțele federale din Statele Unite s-au bazat pe edituri private până după Războiul Civil și au început să publice deciziile ca o funcție guvernamentală abia în 1874. West Publishing din Minnesota este cel mai mare editor privat de rapoarte juridice din Statele Unite. Editurile guvernamentale emit de obicei doar deciziile „în forma brută”, în timp ce editorii din sectorul privat adaugă adesea indexări, inclusiv referințe la principiile esențiale ale dreptului comun implicat, analize editoriale și alte instrumente similare de căutare.

### Comparație cu dreptul statutar
În general, legile sunt considerate a avea prioritate față de dreptul comun. Ele pot codifica dreptul comun existent, pot crea noi cauze de acțiune care nu existau anterior în dreptul comun, sau pot abroga legislativ dreptul comun. Dreptul comun are încă aplicabilitate practică în anumite domenii ale dreptului. Exemple de acest tip sunt dreptul contractelor și dreptul delictual.

#### „Legiferarea de pe bancă”
În etapele anterioare ale dezvoltării sistemelor legale moderne și ale guvernării, instanțele își exercitau autoritatea prin realizarea unei funcții esențialmente legislative, așa cum a descris Roscoe Pound, un specialist american în domeniul dreptului și decan al Facultății de Drept de la Universitatea Harvard. Pe măsură ce legislația a devenit mai cuprinzătoare, instanțele au început să opereze în limite mai restrânse de interpretare a legii.

Jeremy Bentham a criticat în mod faimos legiferarea de către instanțe, pledând pentru codificare și pentru decizii judiciare mai restrânse. Pound comentează că criticii legiferării judiciare nu sunt întotdeauna consistenți – uneori susțin pozițiile lui Bentham, denunțând depășirea competenței judiciare, iar alteori sunt nemulțumiți de reticența instanțelor de a aborda problemele într-o manieră amplă și de a utiliza jurisprudența ca instrument de remediere a anumitor provocări la adresa dreptului stabilit. Oliver Wendell Holmes, un judecător al Curții Supreme a Statelor Unite, a redactat odată o opinie discordantă în care a scris:: „judecătorii fac și trebuie să facă legislație.”

#### Interpretarea legilor
Există o maximă juridică controversată în dreptul american care afirmă că „Legile care derogă de la dreptul comun ar trebui interpretate restrâns”. Henry Campbell Black, fondatorul dicționarului juridic de referință „Black's Law Dictionary”, a scris odată că această maximă „nu mai are niciun fundament rațional”. Este în general asociată cu perioada Lochner a Curții Supreme a Statelor Unite.
Presumpția este că legiuitorii pot elimina drepturile de drept comun, dar jurisprudența modernă va căuta scopul legislativ sau intenția legislativă și va aplica reguli de interpretare a legii, cum ar fi regula sensului literal, pentru a ajunge la decizii. Așa cum a explicat Curtea Supremă a Statelor Unite în cauza United States v. Texas, 507 U.S. 529 (1993):
La fel de bine înrădăcinat este principiul conform căruia "[s]tatutele care invadează dreptul comun ... trebuie interpretate cu o prezumție favorabilă menținerii principiilor de lungă durată și bine cunoscute, exceptând cazurile în care un scop legislativ contrar este evident. Isbrandtsen Co. v. Johnson, 343 U.S. 779, 783 (1952); Astoria Federal Savings & Loan Assn. v. Solimino, 501 U.S. 104, 108 (1991). În astfel de cazuri, Congresul nu scrie pe o pagină albă. Astoria, 501 U.S. la 108. Pentru a abroga un principiu de drept comun, statutul trebuie să "abordeze direct" problema tratată de dreptul comun. Mobil Oil Corp. v. Higginbotham, 436 U.S. 618, 625 (1978); Milwaukee v. Illinois, 451 U.S. 304, 315 (1981).
Ca un alt exemplu, în 1877, Curtea Supremă a Statelor Unite a hotărât că un statut din Michigan care stabilea reguli pentru solemnizarea căsătoriilor nu a abrogat căsătoriile existente conform dreptului comun, deoarece statutul nu impunea în mod expres solemnizarea conformă cu legea și era tăcut în ceea ce privește dreptul comun preexistent.
Deciziile judiciare care analizează, interpretează și stabilesc limitele și distincțiile fine în cadrul actelor normative adoptate de alte autorități sunt uneori denumite „drept comun de completare”. Acest termen include interpretarea judiciară a legilor fundamentale, cum ar fi Constituția Statelor Unite, a actelor normative legislative și a reglementărilor emise de agenții, precum și aplicarea legii la faptele specifice.

### Abrogarea precedentului—limitele principiuluistare decisis
În Anglia și Țara Galilor și în Irlanda de Nord, începând cu anul 2009, Curtea Supremă a Regatului Unit are autoritatea de a abroga și de a unifica deciziile instanțelor inferioare în materie penală; este instanța de apel finală pentru cazurile de drept civil în toate cele trei componente ale Regatului Unit, dar nu și pentru cazurile de drept penal în Scoția, unde această competență aparține, în schimb, Înaltei Curți de Justiție a Scoției (cu excepția problemelor de drept legate de materii rezervate, cum ar fi devoluția și drepturile omului). Între 1966 și 2009, această competență era deținută de Camera Lorzilor, conform Declarației de Practică din 1966.
Instanțele federale din Statele Unite sunt împărțite în douăsprezece circuite regionale, fiecare având un tribunal de apeluri (plus un al treisprezecelea, Curtea de Apel pentru Circuitul Federal, care soluționează apeluri în cazuri de brevete și cazuri împotriva guvernului federal, fără limitare geografică). Deciziile unei instanțe de apel sunt obligatorii pentru instanțele de district din acel circuit și pentru instanța de apel însăși, dar au doar caracter persuasiv în alte circuite. Deciziile instanțelor de district nu constituie precedent obligatoriu, ci doar autoritate persuasivă.
Majoritatea curților de apel federale din Statele Unite au adoptat o regulă conform căreia, în cazul unui conflict între deciziile panelurilor (majoritatea curților de apel funcționează aproape întotdeauna în paneluri de trei judecători), decizia panelului anterior este cea care prevalează, iar o decizie a unui panel poate fi abrogată doar de curtea de apel care se întrunește en banc (adică, de toți judecătorii activi ai curții) sau de o instanță superioară. În aceste curți, decizia mai veche rămâne aplicabilă atunci când problema este adusă în discuție pentru a treia oară.
Alte instanțe, de exemplu, Curtea de Apel pentru Circuitul Federal (anterior cunoscută sub numele de Curtea de Apel pentru Vamă și Brevete) și Curtea Supremă de Justiție a Statelor Unite ale Americii, funcționează întotdeauna în plen și, prin urmare, decizia ulterioară prevalează. Aceste instanțe, în esență, abrogă toate cazurile anterioare cu fiecare nou caz, iar cazurile mai vechi persistă doar în măsura în care nu sunt în conflict cu cazurile mai recente. Interpretările acestor instanțe—de exemplu, interpretările Curții Supreme de Justiție privind Constituția sau statuturile federale—rămân stabile doar atâta timp cât interpretarea anterioară beneficiază de suportul majorității instanței. Deciziile mai vechi continuă să fie aplicabile datorită unei combinații de convingere că decizia veche este corectă și că nu este suficient de eronată pentru a fi abrogată.
Sistemul federal al Canadei, descris mai jos, evită variabilitatea regională a dreptului federal prin atribuirea competenței naționale atât instanțelor federale de apel de nivel superior, cât și celor de nivel inferior.

### Dreptul comun ca fundament pentru economiile comerciale
Dependența de opiniile juridice reprezintă un punct forte al sistemelor de drept comun și contribuie semnificativ la robustețea sistemelor comerciale din Regatul Unit și Statele Unite. Deoarece există orientări relativ precise asupra aproape fiecărei probleme, părțile (în special părțile comerciale) pot prezice dacă un curs de acțiune propus este probabil să fie legal sau ilegal și au o anumită certitudine în ceea ce privește consistența deciziilor judiciare. Așa cum a exprimat celebrul judecător Louis Brandeis, „în majoritatea cazurilor, este mai important ca regula de drept aplicabilă să fie stabilită decât să fie stabilită corect”. Această capacitate de a prezice oferă mai multă libertate pentru a se apropia de limitele legii. De exemplu, multe contracte comerciale sunt mai eficiente din punct de vedere economic și generează mai multă valoare, deoarece părțile știu dinainte că aranjamentul propus, deși poate aproape de limită, este aproape sigur legal. Ziarele, entitățile finanțate de contribuabili cu anumite afilieri religioase și partidele politice pot obține orientări destul de clare privind limitele în cadrul cărora se aplică drepturile lor de libertate de exprimare.
În contrast, în jurisdicțiile în care respectul față de precedent este foarte slab, problemele de drept subtile sunt redeterminate de fiecare dată când apar, ceea ce face ca consistența și previzibilitatea să fie mai dificile, iar procedurile mult mai îndelungate decât ar fi necesar, deoarece părțile nu pot conta pe declarațiile scrise de drept ca ghiduri de încredere. În jurisdicțiile care nu au o loialitate puternică față de un corp extins de precedent, părțile beneficiază de mai puține orientări a priori (cu excepția cazului în care legislația scrisă este foarte clară și actualizată) și trebuie adesea să lase o „margine de siguranță” mai mare de oportunități neexploatate, iar soluțiile finale sunt atinse doar după cheltuieli semnificativ mai mari cu onorariile legale.
Aceasta este motivul pentru alegerea frecventă a legislației din statul New York în contractele comerciale, chiar și atunci când niciuna dintre părți nu are contacte extinse cu New York—și, remarcabil, chiar și atunci când niciuna dintre părți nu are contacte cu Statele Unite. Contractele comerciale includ aproape întotdeauna o „clauză de alegere a legii” pentru a reduce incertitudinea. Destul de surprinzător, contractele din întreaga lume (de exemplu, contracte implicând părți din Japonia, Franța și Germania, și din majoritatea altor state ale Statelor Unite) aleg adesea legislația din New York, chiar și atunci când legătura dintre părți și tranzacția cu New York este destul de slabă. Datorită istoricului său ca centru comercial al Statelor Unite, dreptul comun din New York are o adâncime și o previzibilitate care nu sunt (încă) disponibile în alte jurisdicții din Statele Unite. În mod similar, corporațiile americane sunt adesea constituite conform legislației corporative din Delaware, iar contractele americane referitoare la probleme de drept corporativ (fuziuni și achiziții de companii, drepturile acționarilor etc.) includ o clauză de alegere a legislației din Delaware, datorită corpusului extins de lege din Delaware pe aceste subiecte. Pe de altă parte, unele alte jurisdicții au corpuri de lege suficient de dezvoltate încât părțile nu au o motivație reală pentru a alege legea unei jurisdicții străine (de exemplu, Anglia și Țara Galilor, și statul California), dar nu sunt încă complet dezvoltate încât părțile fără nicio relație cu jurisdicția respectivă să aleagă acea lege. În afara Statelor Unite, părțile care se află în jurisdicții diferite aleg adesea legea Angliei și Țării Galilor, în special atunci când părțile sunt fiecare în foste colonii britanice și membre ale Comunitatea Națiunilor. Tema comună în toate cazurile este că părțile comerciale caută previzibilitate și simplitate în relațiile lor contractuale și aleg frecvent legea unei jurisdicții de drept comun cu un corpus bine dezvoltat de drept comun pentru a obține acest rezultat.
În mod similar, pentru litigiile comerciale care decurg din delicte imprevizibile (spre deosebire de clauzele de alegere a legii prevăzute în contracte, discutate în paragraful anterior), anumite jurisdicții atrag o proporție neobișnuit de mare de cazuri, datorită predictibilității oferite de profunzimea jurisprudenței. De exemplu, Londra este considerată centrul de frunte pentru litigiile în materie de drept maritim.
Aceasta nu înseamnă că dreptul comun este superior în toate situațiile. De exemplu, dreptul civil poate fi mai clar decât jurisprudența atunci când legiuitorul a avut previziunea și diligența necesare pentru a reglementa setul precis de fapte aplicabile unei situații particulare. Din acest motiv, legile de drept civil tind să fie oarecum mai detaliate decât legile elaborate de legiuitorii de drept comun—dar, în schimb, acest lucru tinde să facă legea mai greu de citit.

## Înțelesul Common-Law-ului
Aspectul original al Common-Law -ului este reprezentat de coexistența a trei subsisteme normative, autonome și paralele, care reglementează uneori diferit sau contradictoriu, relațiile sociale: Common-Law în sens restrâns, Equity și Statute-Law. Ele exprimă cele trei izvoare principale ale dreptului englez. Cel mai vechi dintre ele este Common-Law. Acest termen poate fi înțeles prin două accepțiuni. În sens larg este denumit marele sistem de drept de origine engleză. În sens restrâns, termenul indică unul din cele trei izvoare sau subsisteme, dar rămâne cea mai fundamentală parte a dreptului englez.

## Dezvoltare
Common-Law provine din commune Iey - legea comună și își găsește în cutumele aflate în vigoare înainte de cucerirea normandă și care au fost menținute printr-o declarație a lui Wilhelm Cuceritorul. El reflectă opera de unificare acestor cutume locale într-un drept comun pentru întregul regat englez. După cucerirea normandă exista un mare număr de organe jursdicționale care aplicau fiecare cutume și reglementări diferite. Curtea regală (instanța regală) reprezenta o jurisdicție de excepție. Cu timpul de aici s-au desprins Curțile regale de Justiție. În secolul al XIII-lea existau trei astfel de curți:
- Curtea eșichierului (Exchequeur), competentă în materie financiară;
- Curtea plângerilor comune (Common Pleas), competentă în materia proprietății funciare și a posesiunii imobiliare;
- Curtea băncii regelui (Kings Bench), competentă în materie penală și de tulburare a păcii regelui. Cu timpul diviziunea de competență dintre cele trei Curți a dispărut fiecare din ele dobândind o competență generală.

Curtea regală funcționa în "circuite" adică se deplasa în fiecare regiune și dispensa dreptatea recunoscând dreptul cutumier local la nivel declarativ dar subminându-l în fapt prin impunerea soluțiilor propriilor ei judecători. Procesul de unificare a integrat astfel o parte din dreptul popular (anglo-saxon) -  de exemplu sistemul cu jurați, rezolvările juridice pe baza de ordalii și practica scoaterii în afara legii (adică de sub protecția legii)  - alături de soluțiile raționale oferite de judecătorii curților regale. După Reformă, sistemul a fost criticat atât pentru includerea rămășițelor cu caracter tribal - gen ordaliile - cât și pentru mecanismul de soluționare bazat pe decizia judecătorului-creator-de-lege și cu valoare de precedent (unii dintre membrii a două grupuri cetățenești au cerut reformarea sistemului în sensul unei raționalizări  și codificări a lui, anume Levellers - meseriași și soldați - și "Diggers" - protocomuniști protestanți apăruți și ei în timpul Războiului civil englez; principala critică a unui sistem în majoritate necodificat și ale cărei noi soluții se bazează pe judecătorul-legislator, se reducea oarecum la imprevizibilitatea sistemului, însă toate cererile reformatorilor au fost ulterior respinse (până și aceea a anglicizării limbii în curțile de judecată, în 1658 revenindu-se, în timpul dictaturii cromwelliene, la "franceza juridică"). În secolul al XVIII-lea, Jeremy Bentham relua propunerile reformatorilor din timpul războiului civil, propunând codificarea common law, pentru a "pune astfel capăt manipulărilor și jargonului cvasipreoțesc din justiție." -  și un secol mai târziu Max Weber concluziona că "nu poate apărea un sistem legal rațional, cât timp profesia este dominată de cei care o practică (așa cum se întâmplă în Anglia și cum se întâmpla în Roma antică.". Timpul pare a-i da dreptate sociologului german, dacă se ia în considerare că în Canada secolului XXI principiile iraționale - și medievale - ale "common law" sunt încă în vigoare și servesc unor înalți funcționari ai statului în încercarea lor de a se eschiva de responsabilitatea în fața justiției când e vorba despre faptele lor abuzive și ilegale: în februarie 2013, fostul vicerege (guvernator) al provinciei canadiene Québec, doamna Lise Thibault, folosește "common law", mai precis principiul specific dreptului britanic și încă în vigoare în legislația canadiană numit "Queen can do no wrong" ("Regina nu poate face nici un rău") pentru a încerca să scape de urmărire civilă și penală pentru fraudă, delapidare și fals în acte.